# Warden Law
Warden Law är en civil parish i Sunderland i Storbritannien. Den ligger i grevskapet Tyne and Wear och riksdelen England, i den centrala delen av landet, 400 km norr om huvudstaden London.